# Górka Kościejowska
Górka Kościejowska – wieś w Polsce położona w województwie małopolskim, w powiecie miechowskim, w gminie Racławice.

## Nazwa
Miejscowość ma metrykę średniowieczną i istnieje co najmniej od XIV wieku. Wymieniona po raz pierwszy w 1379 w dokumencie zapisanym w języku łacińskim jako Gora, 1389 Gori, 1463 Gorra, 1476 Gory .
W latach 1975–1998 miejscowość administracyjnie należała do województwa kieleckiego. Integralne części miejscowości: Igóra-Bidziny, Kałuża.